# Le Grenier aux images
Le Grenier aux images est une série télévisée québécoise pour la jeunesse en 193 épisodes de 30 minutes en noir et blanc diffusée entre le 5 novembre 1952 et 1957 à la Télévision de Radio-Canada.

## Synopsis
Il s'agit de l'une des premières émissions destinée à la jeunesse de Radio-Canada. Selon le Répertoire des séries, feuilletons et téléromans québécois de 1952 à 1992 de Jean-Yves Croteau, la série a connu plusieurs évolutions durant sa diffusion. À ses débuts, Grand-père racontait des histoires à ses marionnettes Frisson, Picoulette et Roseline et présentait des courts-métrages. Par la suite, la série est devenue une dramatique avec plusieurs acteurs.
Le premier épisode fut diffusé le mercredi 5 novembre 1952, à 17:30.
Le dernier épisode de la saison 1953-1954 fut diffusé le mercredi 23 juin 1954, à 17:30. Synopsis: Grand-Père fait ses malles. La série fut remplacée pour la saison estivale par la série Fafouin.
La série nous revient pour les saisons 1954-1955, 1955-1956 et 1956-1957 les vendredis à 17:30.
Le personnage de Grand-père avec André Cailloux deviendra un personnage de La Boîte à Surprise lors de la saison 1957-1958.

## Distribution
- Paule Bayard: voix de la marionnette Frisson des collines
- Pierre Boucher
- Boudha Bradon
- André Cailloux: Grand-père
- Françoise Faucher
- François Lavigne
- Jacques Létourneau
- Percy Rodriguez
- Jean Saint-Denis
- Pierre Thériault
- Jacques Zouvi

## Scénarisation
- Françoise Faucher
- Alec Pelletier

## Illustrations
- Frédéric Back

## Décors
- Fernand Paquette

## Réalisation
- Louis Bédard
- Fernand Doré
- Jean-Paul Ladouceur